# Fritz Köthe

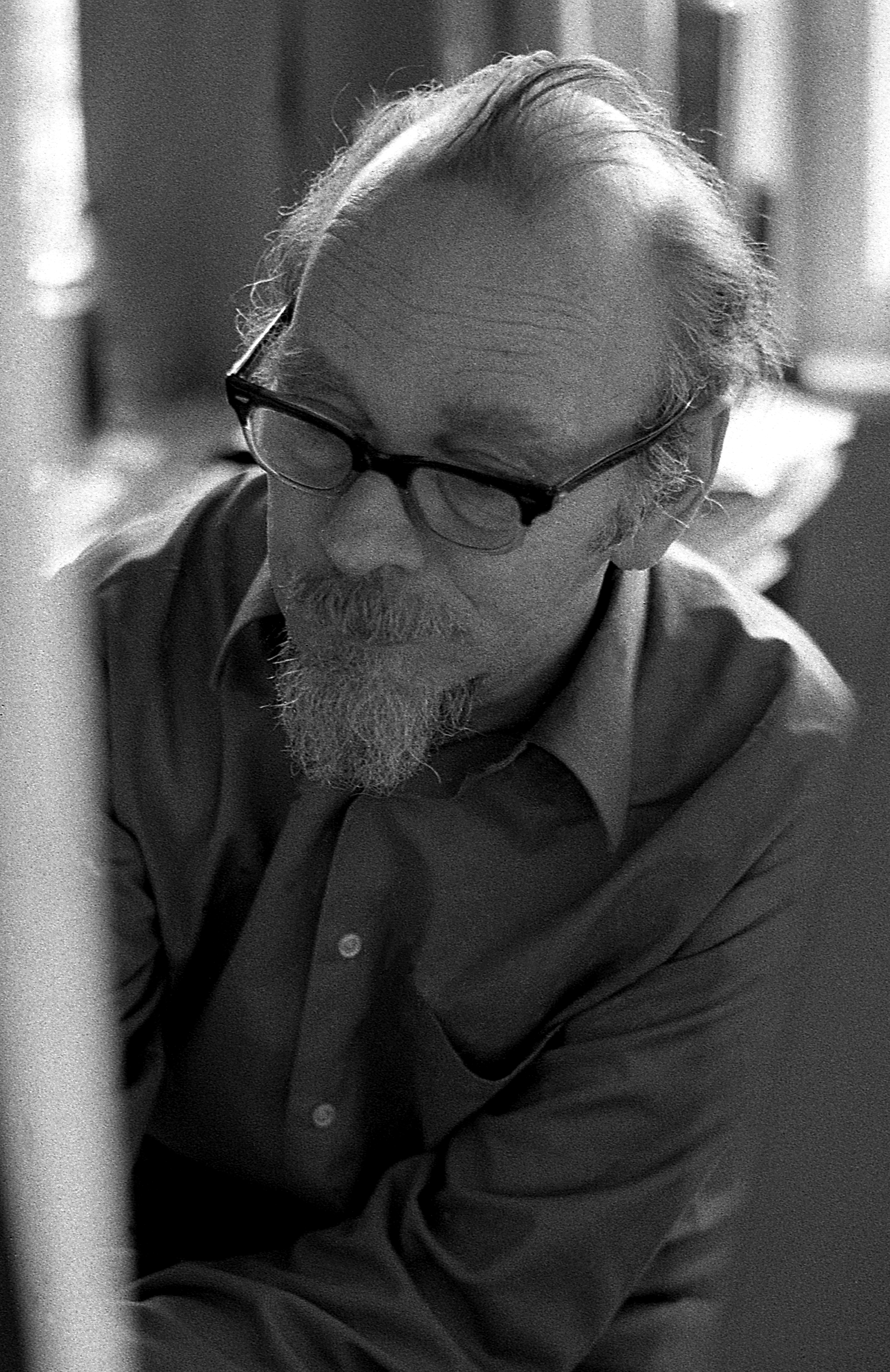
Fritz Köthe (1974)

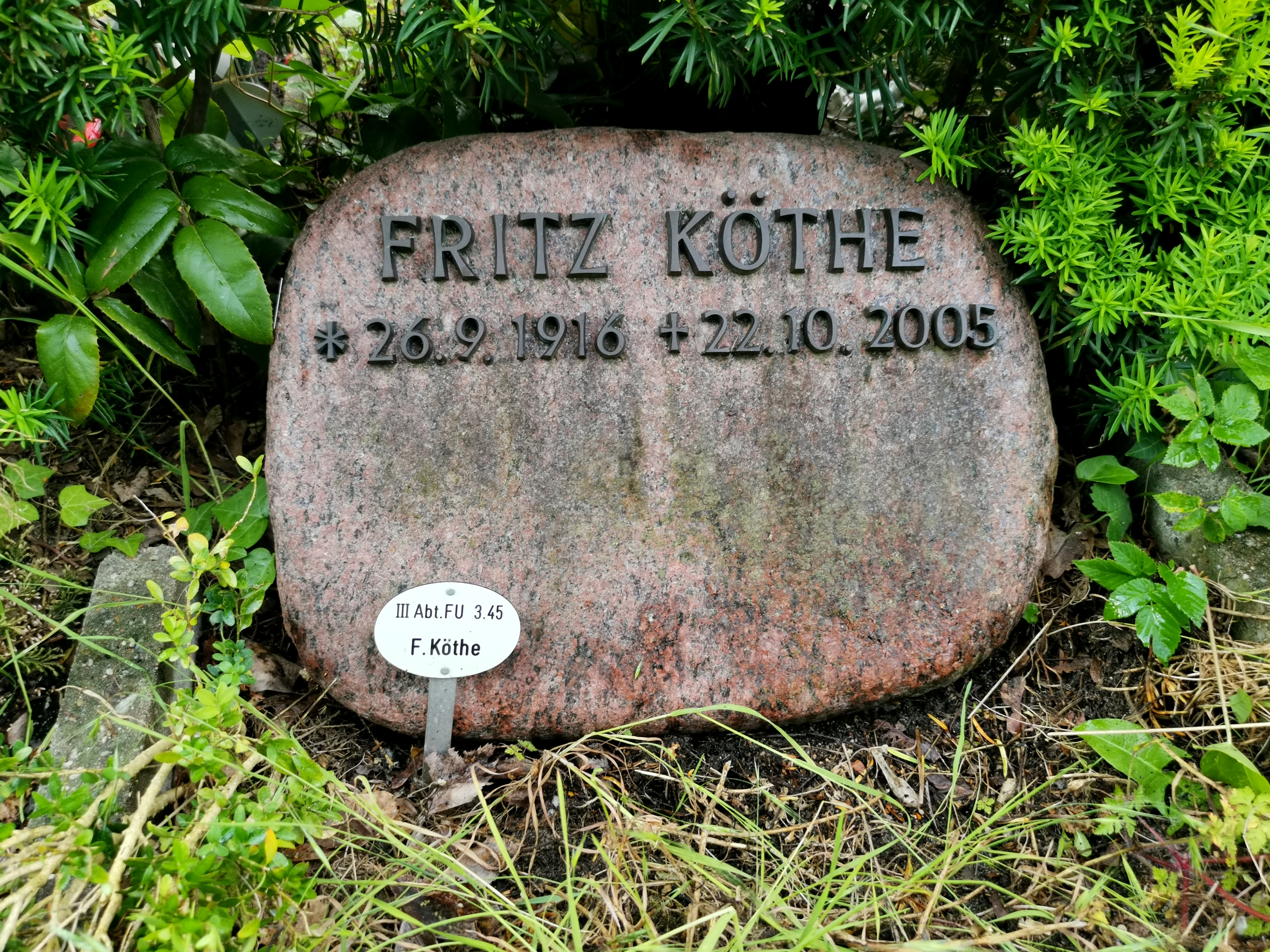
Grab auf dem Luisenfriedhof III in Berlin-Westend

Fritz Köthe (* 26. September 1916 in Berlin; † 22. Oktober 2005 ebenda) war ein deutscher Maler und Grafiker. Er gilt als einer der wichtigsten deutschen Vertreter der Pop Art und des Fotorealismus.

## Leben und Schaffen
Köthe ging 1931 von der Schule ab und begann eine Ausbildung als Anstreicher. Nach Abschluss der Gesellenprüfung wurde er auf die Höhere Graphische Fachschule Berlin zugelassen. Ab 1936 studierte er an der Hochschule für graphische Künste in Leipzig, wo er wegen seiner Beschäftigung mit „Entarteter Kunst“ jedoch nur schlechte Noten erhielt. Sein Mitschüler Georg Gresko machte ihn mit Käthe Kollwitz und Otto Nagel bekannt. Von Letzterem ließ er sich ab 1939 nach seiner Rückkehr nach Berlin seine Bilder korrigieren.
Köthe lebte nun vom Verkauf seiner Gebrauchsgraphiken, insbesondere Karikaturen, deren Veröffentlichung in der Zeitschrift Koralle eine Verwarnung der Reichspressekammer nach sich zog. Es entstanden, deutlich von Nagel und Kollwitz beeinflusst, „dunkle und düstere Blätter und Bilder mit geduckten, deprimierten Menschen“, von denen er zu Kriegsbeginn eines unaufgefordert zu der von dem Reichsbeauftragten für künstlerische Formgestaltung Hans Herbert Schweitzer kuratierten Propagandaausstellung Dokumente der Zeit einreichte. „Nur seiner Jugend wegen“, ließ ihn Schweitzer wissen, würde man von „besonderen Maßnahmen“ gegen Köthe absehen.
Bis zum Kriegsende verdingte er sich als Anstreicher bei Großausstellungen, wo er August Wilhelm Dressler kennenlernte. Durch dessen Vermittlung kam Köthe auch ab Herbst 1940 zu einem Atelierplatz in der Ateliergemeinschaft Klosterstraße (Raum Nr. 9). Dressler entwickelte sich zu einem Mentor Köthes, 1945 bezogen sie benachbarte Ateliers in der amerikanischen Besatzungszone in Berlin und nahmen gemeinsam an ersten Ausstellungen teil. Köthe hatte einigen Erfolg im Ostteil der Stadt, zog sich aber aufgrund des Drängens, sich an den offiziellen Sozialistischen Realismus zu halten, in den Westteil zurück. Dort blieben seine realistischen Arbeiten wegen der internationalen Blütezeit der Abstrakten Kunst jedoch erfolglos. Er musste sein Atelier aufgeben und Sozialhilfe beantragen. Er arbeitete daraufhin als Grafiker für diverse Verlage und Werbeagenturen. Sein Hauptbetätigungsfeld wurde für Jahre, ab 1956 in Stuttgart, der Entwurf von Schaufensterdekorationen für den Einzelhandel, oft bis zu sechs Zeichnungen in der Woche.
1960 kehrte Köthe nach Berlin zurück, und im folgenden Jahr wurde Carl Laszlo sein Impulsgeber und Förderer. Köthe entwickelte nun mit seinen gemalten Collagen mit Motiven aus der Werbung die ihm eigene Bildsprache: Er verzichtete ganz auf eigene Skizzen und entnahm fortan alles, was auf seinen Bildern erscheint, „jenem gelackten Banal-Surrealismus, der ihn – und uns – wie eine zweite Natur tagtäglich umgibt“. Köthe traf die Auswahl unter rein ästhetischen Gesichtspunkten, und stets ging es ihm um Gegenüberstellung – etwa Auto und Mädchen, Metall und Fleisch, Chrom und Körper.
Antje Starost drehte über Köthe 1987 den Dokumentarfilm „Malen ist Leben – Fritz Köthe“.
Bis zu seinem Tod lebte und arbeitete Köthe als freier Künstler. Florian Illies bezeichnete ihn als „BRD-Godfather of Pop“. Köthe selbst sagte aber: „Ich glaube nicht, dass meine Arbeiten etwas mit Pop-Art zu tun haben. Ich glaube auch, es ist völlig müßig, darüber nachzudenken, ob es in meinen Arbeiten eine Verbindung zu Pop-Art, Hyperrealismus oder Neuem Realismus gibt. Das Wichtigste für mich und meine Arbeit ist eine gute farbige und formale Komposition und eine sorgfältige Malerei. Und das ist wohl das Entscheidendste bei allen Werken seit Beginn der Malerei.“
Fritz Köthe war Mitglied im Deutschen Künstlerbund.

## Einzelausstellungen (Auswahl)
- 2013: Fritz Köthe, Galerie Levy, Hamburg[11]
- 2008: Galerie Benden & Klimczak, Viersen[12]
- 2008: Galerie Uwe Sacksofsky, Heidelberg[13]
- 2001: …da man nichts mehr ganz sieht…, Galerie Jürgen Kalthoff, Essen
- 1991: Fritz Köthe zum 75. Geburtstag, Leopold Hoesch-Museum, Düren, Galerie Wilbrand, Köln, Mannheimer Kunstverein
- 1990: Galerie Lietzow, Berlin[14]
- 1986: Zum 70. Geburtstag: Aquarelle und Zeichnungen, Leopold-Hoesch-Museum, Düren
- 1986: Bilder aus vier Jahrzehnten, Galerie Wilbrand, Köln
- 1978: Ausstellung im Westfälischen Kunstverein, Münster
- 1975: Bilder, Aquarelle, Zeichnungen, Städtische Galerie Nordhorn
- 1973: Galerie Lietzow, Berlin[15]
- 1972: Galerie Lietzow, Berlin[16]
- 1972: Retrospektive, Neuer Berliner Kunstverein, Schloß Charlottenburg, Berlin[17]
- 1970: Galerie Lichter, Frankfurt
- 1969: Galerie Ben Wagin, Berlin
- 1969: Galerie Niepel, Düsseldorf
- 1968: Galerie Tobiès & Silex, Köln
- 1967: Galerie Passepartout, Kopenhagen
- 1967: Galerie Lichter, Frankfurt
- 1967: Galerie Tobiès & Silex, Köln (mit Wolf Vostell)
- 1966: Galerie Niepel, Düsseldorf
- 1965: Galerie Schloß Ringenberg, Wesel
- 1965: Galerie Tobiès & Silex, Köln
- 1964: Galerie Springer, Berlin
- 1964: Galerie Peithner-Lichtenfels, Wien

## Gruppenausstellungen (Auswahl)
- 2018: Vintage Youth, Lehr Zeitgenössische Kunst, Berlin
- 2017: Peep Show, Lehr Zeitgenössische Kunst, Berlin
- 2017: I like Fortschritt – Deutsche Pop Art Reloaded, Kunstmuseum Heidenheim
- 2016: We’re sitting by the pool, Lehr Zeitgenössische Kunst, Berlin
- 2016: German pop reloaded, Museum Mülheim/Ruhr[18]
- 2014: It‘s Pop Art, Galerie Terminus, München[19]
- 2014: It‘s pop art ?, Galerie Levy, Hamburg[20]
- 2011: Mappenwerke aus der Sammlung Marzona, Marta Herford
- 2010: Hyper Real, Museum Moderner Kunst Stiftung Ludwig, Wien
- 2009: Burn, Baby, Burn! Galerie Duve, Berlin[21]
- 2004: Bocca della Verità, Kunstverein Bad Salzdetfurth
- 1999: Kunstsammlungen Chemnitz, Chemnitz
- 1999: von Alechinsky bis Wyckaert – Sammlung Lühl, Mönchengladbach
- 1998: Abstraktion Figuration III, Galerie Dieter Wilbrand, Köln[22]
- 1991: Aquarelle, Galerie Lietzow Berlin
- 1990: 20 Jahre Galerie Lietzow, Berlin
- 1987: Kleine Werke Galerie Lietzow, Berlin
- 1986: Kunst und Auto, Kunstverein im Zeughaus, Germersheim
- 1980: 10 Jahre Artothek, Neuer Berliner Kunstverein, Berlin[23]
- 1980: 10 Jahre Galerie Lietzow, Berlin
- 1979: Stadt II: Entfremdung, Neue Nationalgalerie, Berlin
- 1979: Drei Realitäten, Galerie Lietzow, Berlin
- 1976: Schuh-Werke. Aspekte zum Menschenbild, Kunsthalle Nürnberg
- 1975: 5 Jahre Galerie Lietzow, Berlin
- 1974: 1. Mail-Salon 74, Zerstörung der Umwelt, Haus am Lützowplatz, Berlin
- 1972: Drei Berliner, Galleria d‘arte Vinciana, Mailand
- 1972: Drei Berliner, Galleria d‘arte S. Michele, Brescia
- 1972: Prisma 72, Deutscher Künstlerbund, Bonn
- 1972: 10 Jahre Galerie Ben Wargin, Berlin
- 1971: 1. Mai Salon-Berliner Realisten 71, Haus am Lützowplatz, Berlin
- 1971: Aha I, Galerie Lützow, Berlin
- 1971: Art European, Gallery Marc, Washington
- 1971: German art scene, Circle Gallery, London
- 1971: Mädchen, Mädchen unfilmisch, Galerie Behr, Stuttgart
- 1970: Debut, Galerie Lietzow, Berlin
- 1970: Galerie Springer, Kopenhagen
- 1970: Pop Sammlung Beck, Rheinisches Landesmuseum, Bonn
- 1969: Sammlung H. Mary Moyens, Museum Washington
- 1969: Museum Narodowe, Warschau
- 1969: Industrie und Technik in der Deutschen Malerei, Lehmbruck Museum, Duisburg
- 1969: Vom Konsum- zum Kulturgut, Stadt Bergisch Gladbach
- 1968: IAA Weltkongress (mit Rauschenberg, Warhol, Hamilton, Wesselmann), Berlin
- 1968: Sammlung Hahn, Wallraf-Richartz Museum, Köln
- 1968: Collage 67, Museum Recklinghausen
- 1967: Figurationen, Württembergischer Kunstverein, Stuttgart
- 1967: Neuer Realismus. 16 deutsche Maler, Haus am Waldsee, Berlin
- 1967: Kunstverein Braunschweig
- 1967: Galerie Osterweil, Hamburg
- 1967: Fetische, Galerie Tobiès & Silex, Köln
- 1967: Deutscher Künstlerbund, Karlsruhe
- 1967: Tendenzen und Aspekte 1, Galerie Lichter, Frankfurt
- 1966: Galerie Springer, Berlin
- 1964: Große Berliner Kunstausstellung, Berlin
- 1948: 150 Jahre soziale Strömungen in der bildenden Kunst, Dresden[24]